# Peces de la Antártida
Los peces de la Antártida, o también llamados peces antárticos, son un grupo variado de peces que habitan el océano Antártico. Hay una cantidad relativamente pequeña de familias en esta región; siendo las más rica en especies la familia  Liparidae (conocidos como peces babosos), seguida por  Nototheniidae (Conocidos como peces  nototénidos o bacalaos de hielo). Esta última es una de las 5 diferentes familias que pertenecen al suborden Notothenioidei del orden Perciformes, que viven en aguas antárticas. Las otras cuatro familias son  Artedidraconidae,  Bathydraconidae (dracos de las profundidades), Channichthyidae (dracos o peces de hielo cocodrilo) y  Harpagiferidae. A veces a los peces del suborden Notothenioidei se les ha llamado también como blénidos antárticos.
Los peces de la Antártica son bien conocidos por su importancia en las investigaciones relacionadas con la radiación adaptativa: el proceso ecológico que causa una rápida especiación en las diversas especies de peces, las cuales vienen de un ancestro en común. Estos estudios se han realizado haciendo uso de los campos de la genética, la filogenia, la paleontología y otras áreas científicas que ayudan a determinar los linajes de los diversos peces antárticos. 

## Descripción

### General

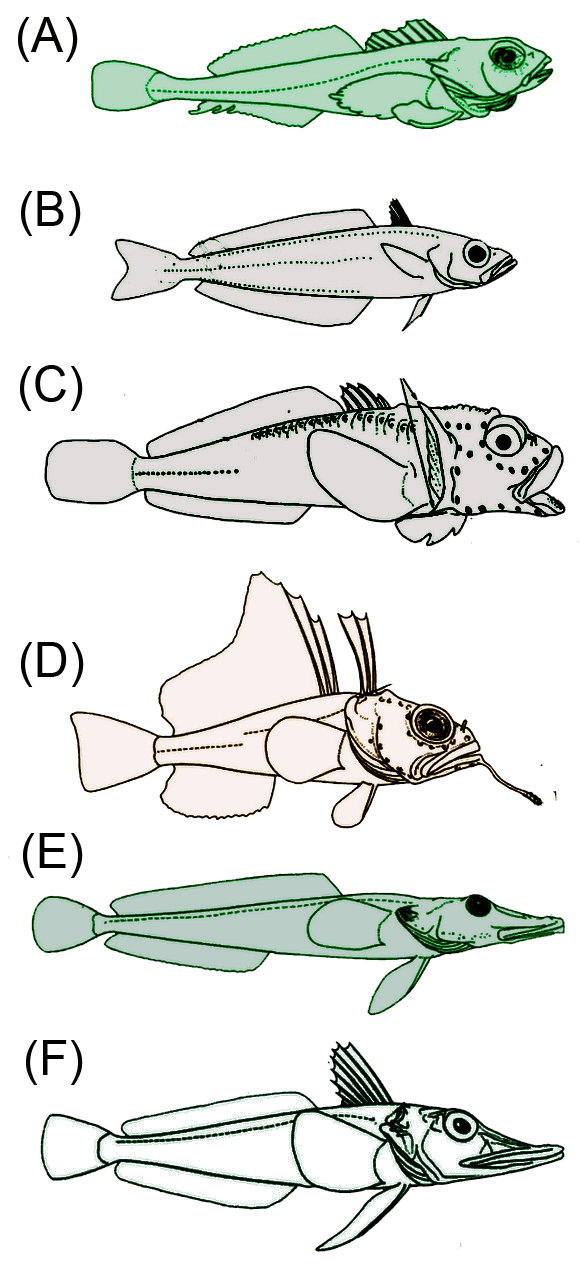
Ilustraciones de las diversas especies de peces antárticos, con sus características anatómicas. (A) Bovichthyidae (toritos), (B) Nototheniidae (C) Harpagiferidae (D) Artedidraconidae (E) Bathydraconidae (F) Channichthyidae

Si bien son varias las diferentes especies que comprenden este grupo, existe una serie de características en común entre los peces de la Antártida. Por lo general, tienen un juego de aletas pectorales y aletas pélvicas redondeadas, las cuales maximizan su movilidad tanto en la columna de agua, como en el lecho oceánico. . Sus ojos son de tamaño mediano y están orientados hacia parte superior de su cabeza, indicando que atrapan a sus presas moviéndose desde el suelo marino hasta la columna de agua. La boca es grande, en comparación con el resto del cuerpo de los peces. La aleta dorsal espinosa esta colocada a la mitad del cuerpo, y se encuentra separada de la aleta dorsal blanda. La alerta dorsal blanda se extiende a través del cuerpo y termina poco antes de llegar a la aleta caudal. La aleta anal refleja a la aleta dorsal suave en la parte inferior del cuerpo, antes de la aleta caudal.  La forma de la aleta caudal varía según la familia de pez; pero generalmente es de forma redondeada, escotada o truncada. Solo los peces de la familia Artedidraconidae tienen barbillas barbadas que cuelgan de la mandíbula inferior y que se arrastran a través de la arena, y un opérculo en forma de gancho. En el caso de los otros peces, el opérculo es redondeado.
Los colores de los peces antárticos varían del gris claro al gris oscuro, con manchas grandes. Algunas especies son de coloración bronceada o verdes, o incluso existen algunas de coloración rojiza.
Las especies de la familia Channichthyidae son las más grandes de entre todos estos peces, logrando alcanzar un tamaño de hasta 75 centímetros; mientras que las del género Harpagifer son las más pequeñas, con un tamaño de hasta 10 centímetros.

### Flotabilidad
Los peces nototénidos dominan la diversidad y la biomasa del océano Antártico, debido en buena parte al cambio de un estilo de vida bentónico a uno pelágico en algunas especies. La mayoría de los peces son bentónicos, por lo que pasan la mayor parte de su vida en el lecho marino. Los peces  nototénidos se encuentran en varios nichos del océano: incluyendo las zonas semipelágica, criopelágica, pelágica, y béntica. Estas especies han sido capaz de colonizar la columna de agua, a pesar de no contar con una vejiga natatoria como los peces óseos. Esto fue posible dado que la evolución disminuyó la cantidad de minerales presentes en sus esqueletos, e incrementó el número de lípidos en sus cuerpos. Como resultado, estos peces pueden permanecer flotando de manera neutral, y pueden disminuir el requerimiento energético que requieren el resto de los pelágicos. Estas adaptaciones son más frecuentemente observadas en los nototénidos, la familia más diversa de este grupo de peces. Debido a sus movimientos en la columna de agua, se han encontrado estos peces alimentándose tanto en la columna de agua, como en el lecho oceánico.

### Glicoproteínas anticongelantes  (AFGPs)
Los nototénidos antárticos son capaces de sobrevivir a temperaturas de hasta -1.86 °C con el uso de glicoproteínas anticongelantes (también llamadas AFGPs, por sus siglas en inglés para Antifreeze glycoproteins). Las glicoproteínas anticongelantes se unen al hielo que entra al cuerpo a través del agua y de la comida ingerida, para así prevenir el congelamiento interno del organismo. Las AFGPs evolucionaron a partir del gen del tripsinógeno pancreático, para así asegurar la supervivencia en el momento en que las aguas antárticas comenzaron a enfriarse. Estas proteínas consisten en secuencias repetidas de alanina-alanina-treonina, las cuales favorecen la unión de las proteínas a las moléculas de agua, y así minimizando su daño al organismo.
Estas glicoproteínas se originan en el páncreas, y posteriormente son liberadas en el tracto digestivo para mezclarse con los cristales de hielo. Tras mezclarse, estos cristales se pueden excretar de forma segura. Las AFGPs se reciclan entrando al torrente sanguíneo, regresando al hígado para su almacenamiento. Los peces también puede excretar algunas  AFGPs en sus mucosas y en sus superficies, para así prevenir un congelamiento externo.
Las AFGPs no eliminan todos los cristales de hielo, y en su lugar, pueden llenar a los peces con cristales inactivados de hielo. Esto puede presentarse como un peligro para el organismo. Las investigaciones realizadas al respecto han especulado que el calentamiento de las aguas en verano pudiera eliminar los restos de hielo interno.

### Proteínas de choque térmico (HSPs)
Las  proteínas de choque térmicos (HSPs, por sus siglas en inglés para Heat Shock Proteins) son expresadas tras la exposición a altas temperaturas, y esta expresión es una característica de la mayoría de los organismos.  En algunas especies de peces nototénidos, este carácter no es expresado. Esto sucede debido al frío extremo de los mares antárticos, lo que lleva a una expresión sobreregulada de Hsp70. La expresión de las proteínas de choque térmico indica que la regulación de Hsp70 sucedió tras la especiación; lo que demuestra que es un carácter que la mayoría o todos los nototénidos antárticos poseen.
Algunos peces antárticos son capaces de sobrevivir a temperaturas  13-18 °C mayores que las normales encontradas en su ambiente, aunque aún no se han estudiado a fondo los mecanismos involucrados.

### Pérdida de la hemoglobina
Los dracos (también llamados peces de hielo cocodrilo) quienes conforman la familia Channichthyidae, son conocidos por el hecho de carecer de glóbulos rojos. Debido a este carácter, los peces de esta familia también son llamados peces de sangre blanca o pálida. La evidencia genética ha mostrado que algunos peces de hielo tienen eritrocitos, pero han evolucionado para no usar hemoglobina ni cualquier otra proteína de unión necesaria para la oxigenación. En cambio, los peces de sangre blanca han mejorado su rendimiento cardiaco, el volumen bombeado de sangre, su captación de oxígeno, y han disminuido sus tasas metabólicas. El descubrimiento de que la especie Neopagetopsis ionah posee un conjunto de genes de globulina casi intacto, pero inútil, ha sugerido que varios eventos llevaron a la pérdida de la expresión de hemoglobina en los peces de hielo.
Una posible explicación del cómo los peces de hielo pudieron sobrevivir a los eventos mutacionales que eliminaron a sus eritrocitos, yace en que el hierro, al ser un elemento sumamente limitado en los océanos, pudo ser excluido del transporte de oxígeno por parte de los dracos para poder prosperar como especie. . Otra posible explicación, es que las aguas más frías aumentan la viscosidad de los fluidos corporales, hasta un punto donde es beneficioso eliminar todos los eritrocitos y confiar en las adaptaciones. Sin embargo, no existen investigaciones que soporten estas teorías.

## Taxonomía

### Familia:Artedidraconidae
Genera
- Artedidraco (6 especies)
- Dolloidraco (1 especie)
- Histiodraco (1 especie)
- Pogonophryne (22 especies)

### Familia:Bathydraconidae
Genera
- Acanthodraco (1 especie)
- Akarotaxis (1 especie)
- Bathydraco (5 especies)
- Cygnodraco (1 especie)
- Gerlachea (1 especie)
- Gymnodraco (1 especie)
- Parachaenichthys (2 especies)
- Prionodraco (1 especie)
- Psilodaco (1 especie)
- Racovitzia (2 especies)
- Vomeridens (1 especie)

### Familia:Channichthyidae
Genera
- Chaenocephalus (1 especie)
- Chaenodraco (1 especie)
- Champsocephalus (2 especies)
- Channichthys (9 especies)
- Chionobathyscus (1 especie)
- Chionodraco (3 especies)
- Cryodraco (3 especies)
- Dacodraco (1 especie)
- Neopagetopsis (1 especie)
- Pagetopsis (2 especies)
- Pseudochaenichthys (1 especie)

### Familia:Harpagiferidae
Género: Harpagifer
- Especies[5]
  - Harpagifer andriashevi
  - Harpagifer antarcticus
  - Harpagifer bispinis
  - Harpagifer crozetensis
  - Harpagifer georgianus
  - Harpagifer kerguelensis
  - Harpagifer macquariensis
  - Harpagifer nybelini
  - Harpagifer palliolatus
  - Harpagifer permitini
  - Harpagifer spinosus

### Familia:Nototheniidae
Genera
- Aethotaxis (3 especies)
- Cryothenia (2 especies)
- Dissostichus (2 especies)
- Gobionotothen (5 especies)
- Gvozdarus (2 especies)
- Lepidonotothen (1 especie)
- Lindbergichthys (2 especies)
- Notothenia (7 especies)
- Nototheniops (3 especies)
- Pagothenia (2 especies)
- Paranotothenia (2 especies)
- Patagonotothen (15 especies)
- Pleuragramma (1 especie)
- Trematomus (11 especies)

## Distribución
Los peces de la familia Artedidraconidae son habitantes de las aguas profundas del océano Antártico. Los de la familia Bathydraconidae también se encuentran en las profundidades de sus mares. Los de la familia Channichthyidae se distribuyen en la Antártida y en Sudamérica. Los harpagiferidos se encuentran en el océano Antártico, el Suroeste del Pacífico, el Suroeste del Atlántico y el océano Índico. Los miembros de la familia Nototheniidae se distribuyen a través de las costas de la Antártida.

## Ciclo de vida
Los nototénidos tiene una longevidad de aproximadamente diez años, y alcanzan la madurez sexual entre los 3 y los 4 años. Se cree que estos peces desovan anualmente, mientras que la maduración de sus órganos sexuales toma lugar cada dos años. El desove generalmente se lleva a cabo durante el otoño o el invierno, si este se realiza en hábitats de hielo estacionales; mientras que el desove en las zonas antárticas sucede en verano y otoño. Se han observado algunos patrones migratorios en algunas especies en los hábitats de hielo estacionales. La mayoría de los peces se trasladan a aguas menos profundas, o áreas con plataformas continentales inclinadas para poder desovar.
Los huevos se liberan en lotes. Los nototénidos son conocidos por anidar y proteger sus huevos para protegerlos de los depredadores, por mejorar el contenido de oxígeno del agua alrededor de los mismos y por eliminar los huevos muertos o dañados. Ya sea que estos huevos sean pelágicos o estén adheridos al fondo marino, las rocas o las esponjas para anidar dependen de la especie de pez. Los peces de hielo cocodrilo tienden a tener sus huevos tanto en el fondo marino, como en la aleta pélvica. Los Bathydraconidae guardan sus huevos en el fondo marino de aguas poco profundas. Tanto los harpagiferidos y artedidraconidos adhieren sus huevos en el suelo marino.
Los huevos pasan por una larga incubación por un periodo de aproximadamente 5 meses. Este periodo tan largo de incubación se atribuye a las aguas heladas. Las larvas no eclosionan sino hasta las etapas más avanzadas de desarrollo. Las larvas bien desarrolladas tienen mayores posibilidades de supervivencia en climas extremos. Una vez eclosionadas, las larvas tienen los medios suficientes para nadar y evadir a los depredadores, con sus cuerpos largos y delgados, y sus aletas larvarias. Los principales depredadores de estas larvas son otros peces bénticos.

## Ecología
La radiación adaptativa es la rápida especiación de múltiples especies por parte de un ancestro común, para poder llenar nichos vacíos. Una bandada o rebaño de especies (en inglés, species flock) es un fenómeno donde un grupo de especies relacionadas comparten un mismo hábitat. Un grupo de organismos entra dentro del concepto bandada cuando este exhibe una riqueza de especies, un ancestro en común, y si comparten la misma área. Las bandadas de especies son un indicativo de radiación adaptativa; y los peces de la Antártida entran dentro de esta definición con sus vejigas natatorias modificadas, su expresión de AFGPs, su pérdida de HSPs y modificaciones en el transporte de oxígeno. Todas estas características son compartidas, mientras estos peces viven en la misma área geográfica.
La especiación de peces antárticos coincide con la separación de la Antártida de Gondwana: un continente compuesto por la Antártida, Australia, Sudamérica y África. Dentro de este antiguo ecosistema, los mares templados y poco profundos albergaron una gran variedad de vida marina. Los parientes cercanos de los nototénidos antárticos habitaron estos mares, tales como Halaphritis, Bovichtus y Pseudaphritis. Con la separación de Australia, América del Sur y África, estas diferentes especies marinas se separaron. Al separarse la Antártida de América del Sur hace 122 millones de años atrás, se formó el Pasaje de Drake; aislando así geográficamente a la Antártida de manera completa, y estableciendo también la Corriente Circumpolar Antártica y el Frente Polar Antártico.
El enfriamiento de los mares antárticos provocó una extinción masiva, matando a la mayoría de los organismos de las costas y del océano de la Antártida. La extinción en masa creó muchos nichos abiertos para que los nototénidos antárticos colonizaran, lo que desencadenó la radiación adaptativa. Originalmente se pensó que las AFGPs desencadenaron esta radiación, pero una investigación más detallada sobre el momento de inicio de las AFGPs  y la especiación desestima esta teoría. Estas proteínas no encajan con el modelo de explosión temprana, porque se desarrollaron en los peces antárticos 10 millones de años antes de esta rápida especiación.